# لروم (ديكلة)
لروم (بالفارسية: لروم) هي منطقة سكنية تقع في إيران في قسم ديكلة الریفي. يقدر عدد سكانها بـ 397 نسمة .